# Weissia kaikouraensis
Weissia kaikouraensis är en bladmossart som beskrevs av R. Brown ter 1903. Weissia kaikouraensis ingår i släktet krusmossor, och familjen Pottiaceae. Inga underarter finns listade i Catalogue of Life.